# Firmenich (Unternehmen)
Die Firmenich International SA war ein Schweizer Aromen- und Duftstoff-Hersteller mit Sitz in Genf. Er fusionierte 2022 mit dem niederländischen DSM-Konzern. Bis dahin befand er sich vollständig im Besitz der Familie Firmenich.
Firmenich belieferte Lebensmittel- und Kosmetikhersteller mit Geschmacksstoffen und Parfümen und ist nun Teil des Geschäftsbereichs Perfumery & Beauty von DSM-Firmenich. 
Die grössten Mitbewerber dieses Geschäftsbereichs sind Givaudan (Schweiz), International Flavors & Fragrances (USA) und Symrise (Deutschland).

## Geschichte
Das Unternehmen wurde ursprünglich 1895 als Chuit & Naef in Genf durch den Schweizer Chemiker Philippe Chuit (1866–1939) und den Kaufmann Martin Naef gegründet. 1898 beschäftigte das Unternehmen im Westen der Stadt rund 30 Mitarbeiter. Chuit heiratete Thérèse Firmenich und 1900 trat sein Schwager Fred Firmenich in das nun umbenannte Unternehmen Chuit, Naef & Firmenich ein. 1902 wurde Chuit, Naef & Firmenich durch die Duftkreationen Violettone und Dianthine bekannt. 1903 folgte Iralia, entwickelt durch Jean Bolle. François Coty nutzte die neuen Düfte Violettone und Iralia für sein Parfum L’Origan (1905).
1910 übernahm Fred Firmenich die Anteile an dem Unternehmen und wurde Haupteigner. Er gab dem Unternehmen später seinen heutigen Namen, Philippe Chuit firmierte fortan als Angestellter. 1921 holte Chuit den kroatisch-schweizerischen Chemiker Leopold Ružička in das Unternehmen Firmenich, der ein Jahr später auch Titularprofessor an der ETH Zürich wurde. Zuvor hatte Ružička auch eng mit dem deutschen Unternehmen Haarmann & Reimer in Holzminden zusammengearbeitet. Nach Philippe Chuits Rückzug 1931 und Martin Naefs Ruhestand zwei Jahre später erfolgte 1934 dann die Umbenennung des Unternehmens in Firmenich & Cie. Chuit verstarb 1939, im selben Jahr, in dem der Forschungs- und Entwicklungsdirektor bei Firmenich Leopold Ružička den Nobelpreis für Chemie erhielt.
1972 erfolgte die Umfirmierung von Firmenich & Cie. in Firmenich SA und damit eine Aktiengesellschaft unter der Geschäftsführung von Fred-Henri Firmenich (CEO). Mit dem Amtsantritt Pierre-Yves Firmenichs als neuem Geschäftsführer des Unternehmens 1989, der Firmenich damit in dritter Generation leitete, begann der 1990 abgeschlossene Umbau Firmenichs in die Holding Firmenich International SA. Fünf Jahre später beschäftigte das Unternehmen weltweit rund 3000 Mitarbeiter.
2002 erfolgte wieder ein Generationenwechsel in der Geschäftsführung von Firmenich; Patrick Firmenich wurde in 4. Generation CEO des Unternehmens.
2014 ernannte Firmenich Gilbert Ghostine zum CEO; Patrick Firmenich zog als Vizepräsident in den Verwaltungsrat.
Im Mai 2022 gab Firmenich einen geplanten Zusammenschluss mit dem niederländischen DSM-Konzern bekannt. Die Stammaktie von DSM-Firmenich wird seit 18. April 2023 an der Euronext Amsterdam gehandelt (ISIN CH1216478797). Gilbert Ghostine verließ das Unternehmen im Jahr 2023; er wurde Verwaltungsratspräsident von Sandoz.

### Expansion
Ab 1951 wurde auch in La Plaine im Kanton Genf produziert. 1962 gründete Firmenich in Quito in Ecuador die Tochtergesellschaft Concesionaria Firmenich del Ecuador C.A. und ab 1964 begann der Bau eines 15-stöckigen Firmensitzes in Genf. Im selben Jahr kam es zur Gründung der Firmenich GmbH in Deutschland. Mit der Gründung der Tochtergesellschaft Nihon Firmenich K.K. in Japan setzte das Unternehmen seine weltweite Expansion 1968 fort.
Weitere Ausdehnung erfuhr Firmenich 1976 durch den Aufbau eines neuen Produktionsstandortes in Meyrin-Satigny in der Schweiz und neun Jahre später durch die Gründung der Tochtergesellschaft Firmenich Limited in Australien. In den USA siedelte sich das Unternehmen 1986 durch den Kauf des US-amerikanischen Unternehmens CHEM Fleur mit Sitz in Newark, New Jersey an.
1994 expandierte im Zuge der Globalisierung auch Firmenich und gründete Niederlassungen in Shanghai in der Volksrepublik China (dort im Rahmen eines Joint-Venture unter dem Namen Suzhou Firmenich Aromatics Co. Ltd., später auch Kunming Firmenich Aromatics Co. Ltd.), in Mumbai in Indien und in Selangor in Malaysia. 1995 wurde in Bangkok, Thailand eine Tochtergesellschaft gegründet und das südafrikanische Unternehmen Darryl Gunther (Proprietary) Ltd. aufgekauft.
1996 eröffnete das Entwicklungszentrum Georges Firmenich Center in Princeton, New Jersey, USA und es kam zur Übernahme von Produktionsstätten von Mrowna in Warschau, Polen und von der Tastemaker Inc. in Ibaraki, Japan. 1998 wurden weitere Produktionsanlagen in Castets, Frankreich (Herstellung von Furaneol), Thirsk (North Yorkshire) in Grossbritannien, Tampa in Florida (USA), Toluca in Mexiko, Kunming in China und in Daman, Indien eröffnet.
1999 eröffnete Firmenich in Köln ein Forschungs- und Entwicklungslabor für Körperpflegeprodukte und in Cotia, Brasilien ein Parfümentwicklungszentrum. Im November 2002 übernahm das Unternehmen die norwegische Bjørge Biomarin AS in Ålesund, einen Produzenten von natürlichen Meerestierextrakten.
2005 folgte die Übernahme des 1939 gegründeten US-Unternehmens Noville Essential Oil Company Inc. in South Hackensack, New Jersey. Noville beschäftigte 2005 rund 150 Mitarbeiter und erwirtschaftete einen Jahresumsatz von 22,5 Millionen US-Dollar.
Im Mai 2007 kaufte Firmenich für 3,36 Mrd. dänische Kronen (rund CHF 730 Mio.) die Aromensparte der dänischen Danisco-Gruppe mit Sitz in Kopenhagen. Der Bereich erwirtschaftete 2006 mit rund 800 Mitarbeitern einen Jahresumsatz von etwa 1,5 Mrd. dänische Kronen (rund CHF 335 Mio.) und produziert natürliche sowie naturidentische Zusatzstoffe für die Nahrungsmittel-, Getränke- und Riechstoffindustrie.
Im Juni 2017 übernahm Firmenich den US-Duftstoffhersteller Agilex Fragrances. Das Unternehmen mit Sitz in Piscataway, New Jersey, befand sich bisher im Besitz des Private-Equity-Unternehmens MidOcean Partners.
Im Dezember 2017 übernahm Firmenich den südafrikanischen Duftstoffhersteller Flavourome.

### Wichtige Neuentwicklungen
1908 brachte das Unternehmen den Duft- und Aromastoff Cyclosia durch Hydratisierung von Citronellal auf den Markt, die heutige Bezeichnung ist Hydroxycitronellal. Vierzehn Jahre später erfolgte erstmals die Synthese von Nerol, einem Duftstoff für Rosen- und Blütenduft-Kompositionen, und von Nerolidol sowie drei Jahre später von Exaltone, dessen heutige allgemeine Bezeichnung Cyclopentadecanon ist. 1959 entdeckte Firmenich das Molekül Hedion (Methyldihydrojasmonat), dessen Duftnote dem Jasmin ähnelt und das zu einem der wichtigsten Rohstoffe für die moderne Parfümproduktion werden sollte.
Die Einführung von Furaneol, einer Schlüsselkomponente verschiedener Aromen (unter anderem für Erdbeeren und Ananas), datiert von 1964. Durch die Einführung des synthetischen Duftstoffes Muscon, dem wichtigsten Duftstoff des natürlichen Moschus, erfuhr Firmenich sieben Jahre später weiteren Auftrieb. Ein weiterer neuer synthetischer Duftstoff entstand 1988 mit Ambrox, einer synthetischen Form von Ambrein. 1991 brachte Firmenich den synthetischen Duftstoff Dynascone auf den Markt, eine Geruchskombination, die Galbanum, Ananas und Hyazinthen ähnelt.

### Fusion mit DSM
Der im Jahr 2022 angekündigte  Zusammenschluss von Firmenich mit DSM wurde am 8. Mai 2023 vollzogen. Firmenich ist seither eine hundertprozentige Tochtergesellschaft von DSM-Firmenich und firmiert seither auch an der Amsterdamer Börse unter diesem Namen.